# Velvet McIntyre
Velvet McIntyre (Dublin, 24 november 1962) is een Iers-Canadees voormalig professioneel worstelaarster die vooral bekend is van haar tijd bij World Wrestling Federation.

## In worstelen
- Afwerking en kenmerkende bewegingen
  - McIntyre Roll (Victory roll)
  - Big splash
  - Running crossbody
  - Single leg dropkick
  - Swinging hurricanrana

## Erelijst
- National Wrestling Alliance
  - NWA Women's Tag Team Championship (1 keer met Princess Victoria)

- World Wrestling Federation
  - WWF Women's Championship (1 keer)
  - WWF Women's Tag Team Championship (2 keer; 1x met Princess Victoria en 1x met Desiree Petersen)

- Andere titels
  - Canadian Wrestling Alliance Women's Championship
  - Extreme Canadian Championship Wrestling Women's Championship
  - WWWA Women's Championship
  - ICW Women's Championship